# Toconey
Toconey (del mapudungun, 'ondas bullidoras' o 'traspaso de aguas') es una localidad de la comuna de Pencahue, perteneciente a la provincia de Talca, región del Maule, Chile. Está situada en la ribera norte del río Maule, a 53 km de Talca y 36 km de Pencahue.

## Historia
Se desconoce la fecha exacta de su fundación. El 1 de noviembre de 1894 se fundó la estación Toconey del ramal ferroviario Talca-Constitución. En torno a la estación se fue nucleando una población dedicada principalmente a la agricultura, actividad aún hoy predominante, junto con la silvicultura y el comercio. A principios del siglo XX existió además una fábrica de tejas y de ladrillos llamada Las Palmas.
En 1922 por ley fue creada la comuna de Toconey, suprimida en 1928. En virtud del proceso de regionalización de Chile en la segunda mitad de la década de 1970, y oficialmente en 1981, la localidad de Toconey pasó a pertenecer a la comuna de Pencahue.  
Varias de sus construcciones sufrieron deterioros de consideración a raíz del terremoto del 27 de febrero de 2010. El caserío, de 96 habitantes (51 hombres y 45 mujeres) y 53 viviendas en 2019, cuenta con una escuela básica, cuyo sostenedor es la Municipalidad de Pencahue; asimismo, dispone de otros servicios e instituciones como la Junta de Vecinos de Toconey, creada en 1991.

## Transportes y comunicaciones
Toconey está unida con la capital comunal, Pencahue, por las rutas K-60 y K-670-M. También está comunicada con la capital regional, Talca, y con la ciudad-balneario de Constitución por el ramal Talca-Constitución, único ramal ferroviario en operación en todo Chile.
En materia de telecomunicaciones, Toconey dispone de servicio de telefonía desde abril de 1996. Asimismo, la localidad cuenta con una repetidora del canal estatal Televisión Nacional de Chile en el canal 12 VHF, transmisora en funcionamiento desde marzo de 1973.

## Turismo
Toconey es punto de detención frecuente para los pasajeros del ramal ferroviario Talca-Constitución, que pueden adquirir en la estación o en sus inmediaciones comidas típicas de la zona. En sus cercanías se realizan trillas a yegua suelta, fiesta huasa en donde los campesinos utilizan caballos para moler el trigo. También son conocidas sus artesanías en greda.